# Немачко питање
„Немачко питање“ јесте термин за дебату и питање из 19. столећа, посебно током револуција 1848, око најбољег начина да се постигне уједињење свих или већине земаља насељених Немцима. Од 1815. до 1866. године, у оквиру Немачке конфедерације постојало је око 37 независних држава у којима су већину чинили говорници немачког језика.
Großdeutsche Lösung („Великонемачко решење“) фаворизовао је уједињење свих народа немачког говорног подручје у оквиру једне државе, што је Аустријско царство и његове присталице.
Kleindeutsche Lösung („Малонемачко решење“) настојало је да уједини само северне немачке државе и није укључивало ниједан део Аустрије (било њене области насељене Немачком или њене области у којима већину чине друге етничке групе); овај предлог је фаворизовала Краљевина Пруска.
Оба покрета и виђења решења немачког питања била су део и продукт растућег немачког национализма. Угледали су се на сличне покушаје и напоре који су за циљ имали стварање јединствених националних држава људи који су делили заједничку етничку припадност и језик, као што је уједињење Италије и Српска револуција.
Током Хладног рата, термин је добио ново значење и почеоје да се односи на питања која се односе на поделу и поновно уједињење Немачке.